# Bistonina bactriana
Espèce
Bistonina bactriana est un papillon de la famille des Lycaenidae, de la sous-famille des Theclinae et du genre Bistonina.

## Dénomination
Bistonina bactriana a été décrit par William Chapman Hewitson en 1868 sous le nom de Thecla bactriana.

### Nom vernaculaire
Bistonina  biston se nomme Bactriana Hairstreak en anglais.

## Description
Bistonina bactriana est un petit papillon avec deux fines queues à chaque aile postérieure, une courte et une longue.
Le dessus est aux ailes antérieures noir avec une plage bleu outremer le long du bord interne et aux ailes postérieures bleu outremer avec deux bandes noires le long du bord costal et du bord interne.
Le revers est noir avec une très large bande rousse le long du bord interne des ailes antérieures et, aux ailes postérieures une bande rousse en C postmarginale du bord interne à l'angle anal où elle est marginale, puis rejoint le bord interne au niveau de l'aire basale.

## Écologie et distribution
Bistonina bactriana  réside au Brésil et en Guyane,,.

### Protection
Pas de statut de protection particulier.